# Нацрти (психологија)
Постоји подела на експериментална и неекспериментална истраживања. Експериментална истраживања су она која садрже бар једну експерименталну (манипулативну) варијаблу, док су неекспериментална истраживања она која садрже само варијабле средњег и нижег степена контроле (селективне и регистроване варијабле).
Експериментална истраживања користе експерименталне нацрте, а неекспериментална истраживања користе корелационе нацрте. Ово је популарна подела. Међутим, у новије време у истраживачкој пракси не постоји тако изразита веза између методолошког питања о степену контроле варијабли (тј. да ли је истраживање експериментално или неекспериментално) и статистичког питања о поступцима обраде података.

## Врсте нацрта
Боља је подела по којој се основни нацрти деле у три групе, према врсти варијабле.
1. Фреквенцијски нацрти. Ту се појављују само категоричке варијабле. Фреквенца је основна дескриптивна статистичка мера која се у њима користи. Ова мера се односи на утврђивање броја чланова неке групе. Варијабле се у неким случајевима могу поделити на независне и зависне.
2. Факторијални нацрти. Увек постоје независне и зависне вар, при чему су незавависне варијабле категоричке, док су зависне варијабле нумеричке и то претежно континуалне. Овде се независне варијабле називају фактори. Називају се и варијансни нацрти, зато што у њиховој статистичкој анализи важну улогу има мера названа варијанса. Основна дескриптивна статистичка мера која се у овим нацртима користи је просек мера неке групе нумеричких података.
3. Корелационо-регресиони нацрти. Овде се углавном појављују само нумеричке варијабле (мада се под одређеним условима могу користити и категоричке варијабле). У њима се користе тзв. корелационе и регресионе статистичке технике, а основне дескриптивне статистичке мере су различити коефицијенти корелације и регресије.

Фреквенцијски нацрти могу имати и само једну варијаблу, а факторијални и корелационо-регресиони морају имати бар две. Могу се користити како у експерименталним, тако и у неекспесперименталним истраживањима, мада се у експерименталним истраживањима претежно користе факторијални нацрти, док се у неексперименталним истраживањима чешће користе фреквенцијски и корелационо-регресиони нацрти.

## Фазе нацрта
1. Фаза I - бави се објектима и односи се на састављање узорка истраживања тј. утврђивање начина избора објеката из популације као и броја чланова тако изабраног узорка.
2. Фаза II - односи се на варијабле и њихове вредности. У оквиру ње утврђује се колико варијабли ће се користити у истраживању; које су нумеричке а које категоричке варијабле; колико нивоа имају категоричке варијабле; како ће се укрштати нивои категоричких варијабли (ако их има више од једне); да ли су варијабле манипулативне, селективне, или регистроване; које су варијабле независне, а које зависне; како ће бити утврђиване вредности зависних варијабли и слично.
3. Фаза III - односи се на статистичку обраду података, а састоји се од:
  - дескриптивне статистике
  - статистике закључивања.[1]